# Krzywczyce (gmina)
Krzywczyce – dawna gmina wiejska w powiecie lwowskim województwa lwowskiego II Rzeczypospolitej. Siedzibą gminy były Krzywczyce.
Gminę utworzono 1 sierpnia 1934 w ramach reformy na podstawie ustawy scaleniowej z dotychczasowych gmin wiejskich: Krzywczyce, Lesienice i Podborce.
Po II wojnie światowej obszar gminy został odłączony od Polski i włączony do Ukraińskiej SRR.